# ブフォーリ
ブフォーリ (Bufori) は1930年代のアメリカ製クーペにインスパイアされたハンドメイドの自動車のブランドである。会社はオーストラリア人のアンソニー (Anthony) 、ジョージ (George) 、ジェリー (Gerry) のクーリ (Khouri) 兄弟によって保有されている。1986年、ジェリー・クーリはガレージで3台の特製スポーツカーを製造しはじめ、彼は他の2人の兄弟を引き連れて会社の設立を主導した。「ブフォーリ」という名前に特別な意味は存在しない。
ブフォーリ・モーター・カー・カンパニーPty. Ltd.はオーストラリアで登録された株式非公開会社であり、ブフォーリ・モーター・カー・カンパニー(M) Sdn. Bhd.はマレーシアで登録されたそれである。元々は、製造・販売の業務全てがオーストラリアで指揮されていたが、1998年に製造の全てがマレーシアのクアラルンプール郊外のクポンの新工場に移された。
クアラルンプールの製造設備は年産300台の能力があり、110名の従業員を雇用している。
いずれの車種も25段階の工程において伝統的な手法で手造りされる。ブフォーリのボディはカーボンファイバーとケブラーで作られており、軽量かつ強固である。ブフォーリは全てオーダーメードであり、オーナーの希望に応じてカスタマイズができる。
ブフォーリ・MKI、MKII、ラホーヤはセパン・インターナショナル・サーキットに2003年に併設されたマレーシア国立自動車博物館に展示されている。

## 車種

### ブフォーリ・ジェネバ（2010年-現在）

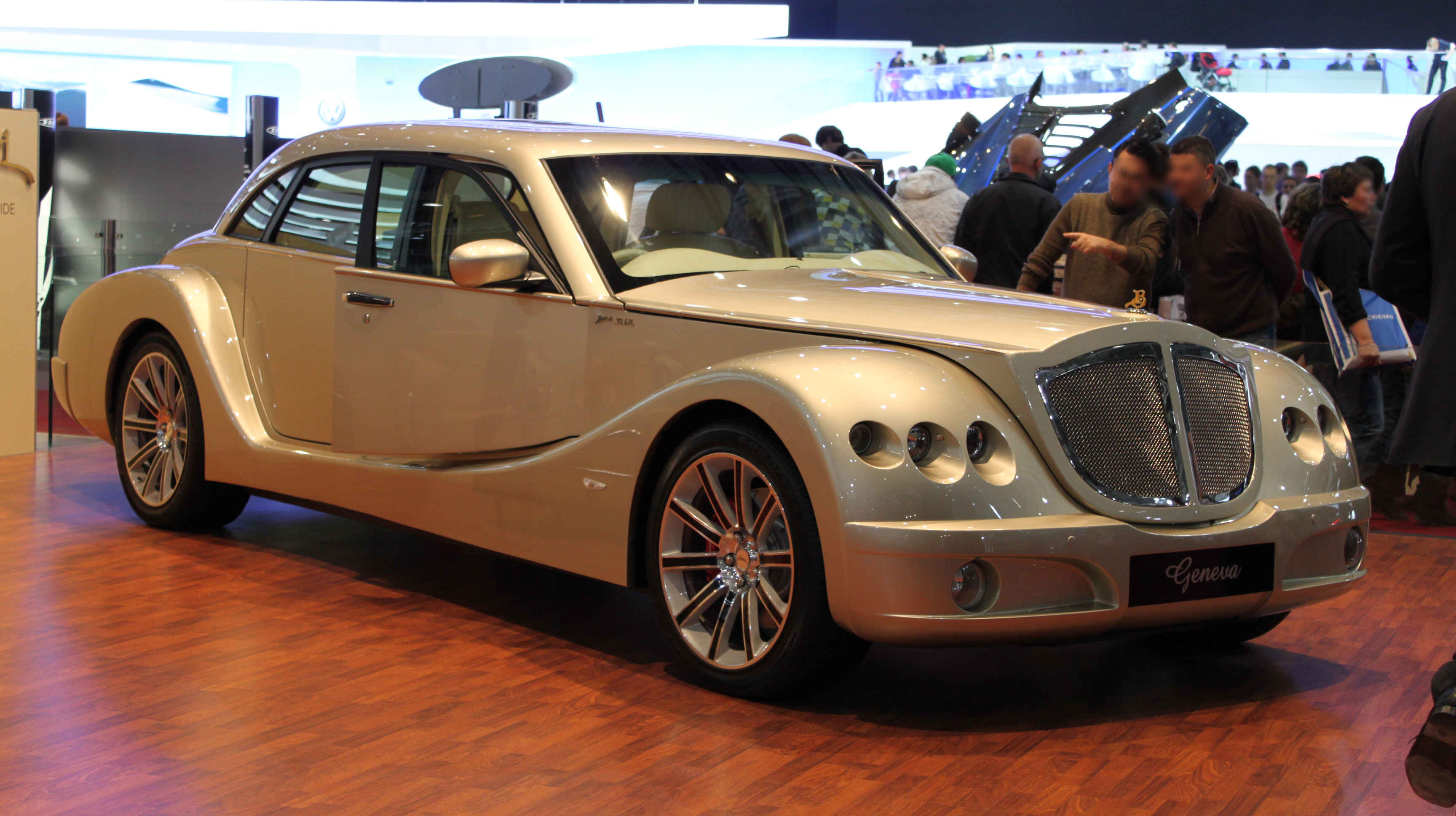
ブフォーリ・ジェネバ

2010年のジュネーヴモーターショーで発表された（車名もそれに由来する）4ドアの高級サルーン。コードネームはMKVI。430馬力を発揮する6.1L V8エンジンを搭載する。

### ブフォーリ・BMS R1（2009年-現在）

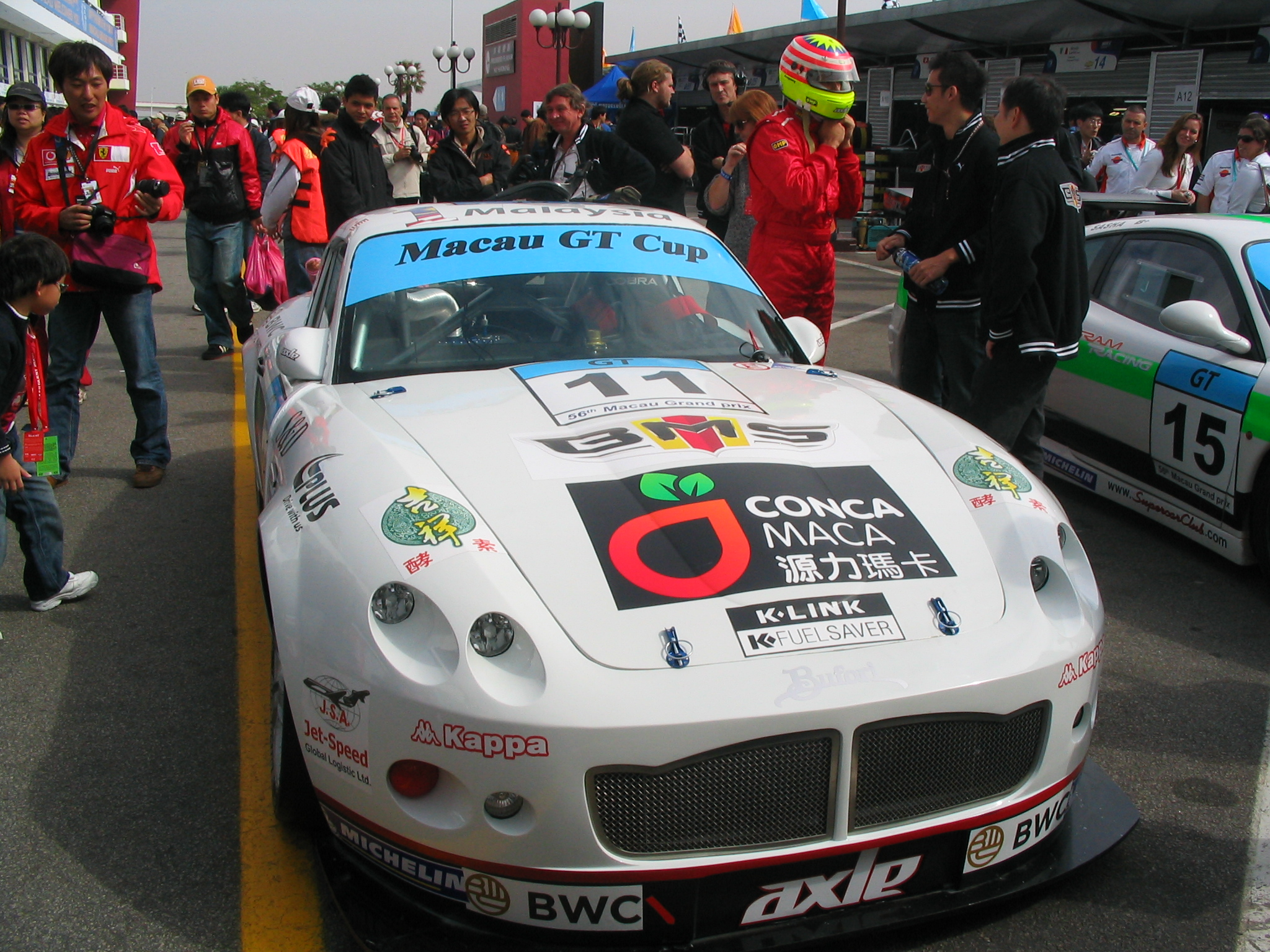
ブフォーリ・BMS R1レースカーをドライブするアレックス・ユーン

ブフォーリ・モーター・スポーツ（BMS）とアクセル・モータースポーツが共同で開発した競技用車両。ベース車両であるブフォーリ・CSはまだ発売されていない。BMS R1は2009年のマカオグランプリにてアレックス・ユーンをドライバーに起用してデビューした。テスト不足のため完走は果たせず、マレーシアに戻ってセパン・サーキットで正式にテストが行われる。

### ブフォーリ・ラホーヤ（2004年–現在）

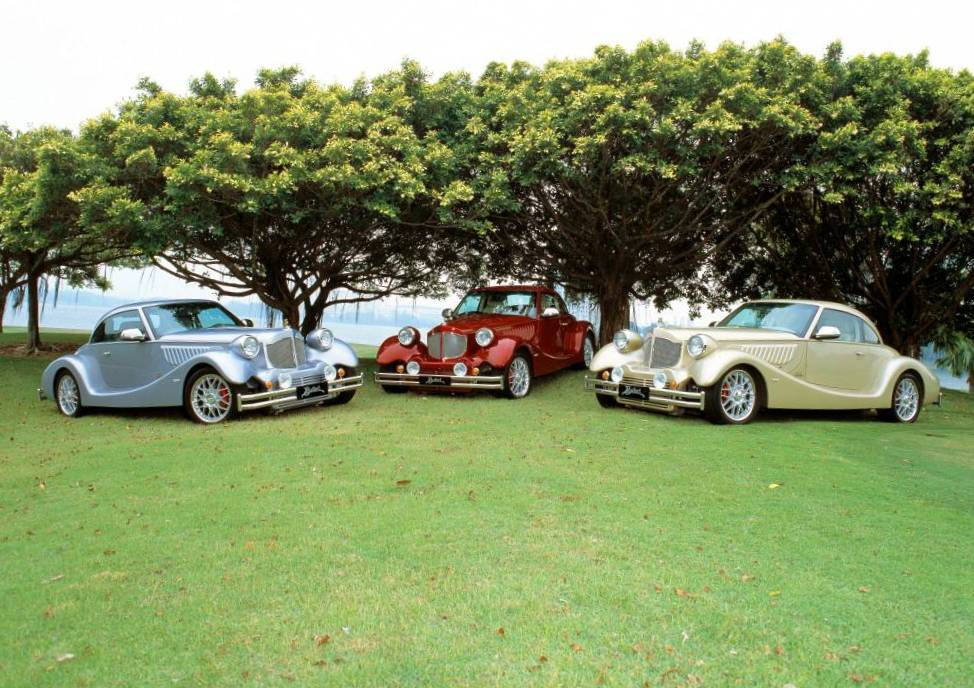
ブフォーリ・MKIIIラホーヤ

2座席のクーペまたはハードトップのコンバーチブル。スペースフレームのシャーシにカーボンファイバーおよびケブラー製ボディを架装している。水冷2.7L V6 DOHC EFIエンジンをミッドマウントする（MR）。MTモード付きATが設定される。四輪独立懸架。ABS、EBD、トラクションコントロールシステム、クルーズコントロール、Bluetoothセット、TPMSを装備する。

### ブフォーリ・MK II（1992年-2003年）

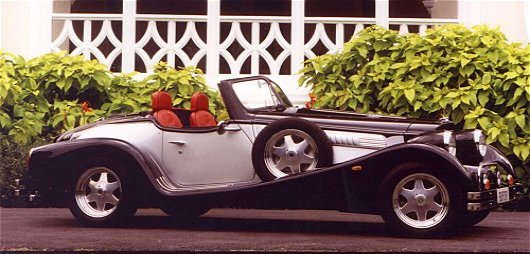
ブフォーリ・MK IIシリーズ1、2

2または2+2座席のソフトトップまたはハードトップのコンバーチブル。水冷1.8L～2.2L 水平対向4気筒 DOHC EFIエンジンをリアマウントする（RR）。ATとMTの両方が用意される。四輪独立懸架。

### ブフォーリ・V6i（1992年–1994年）

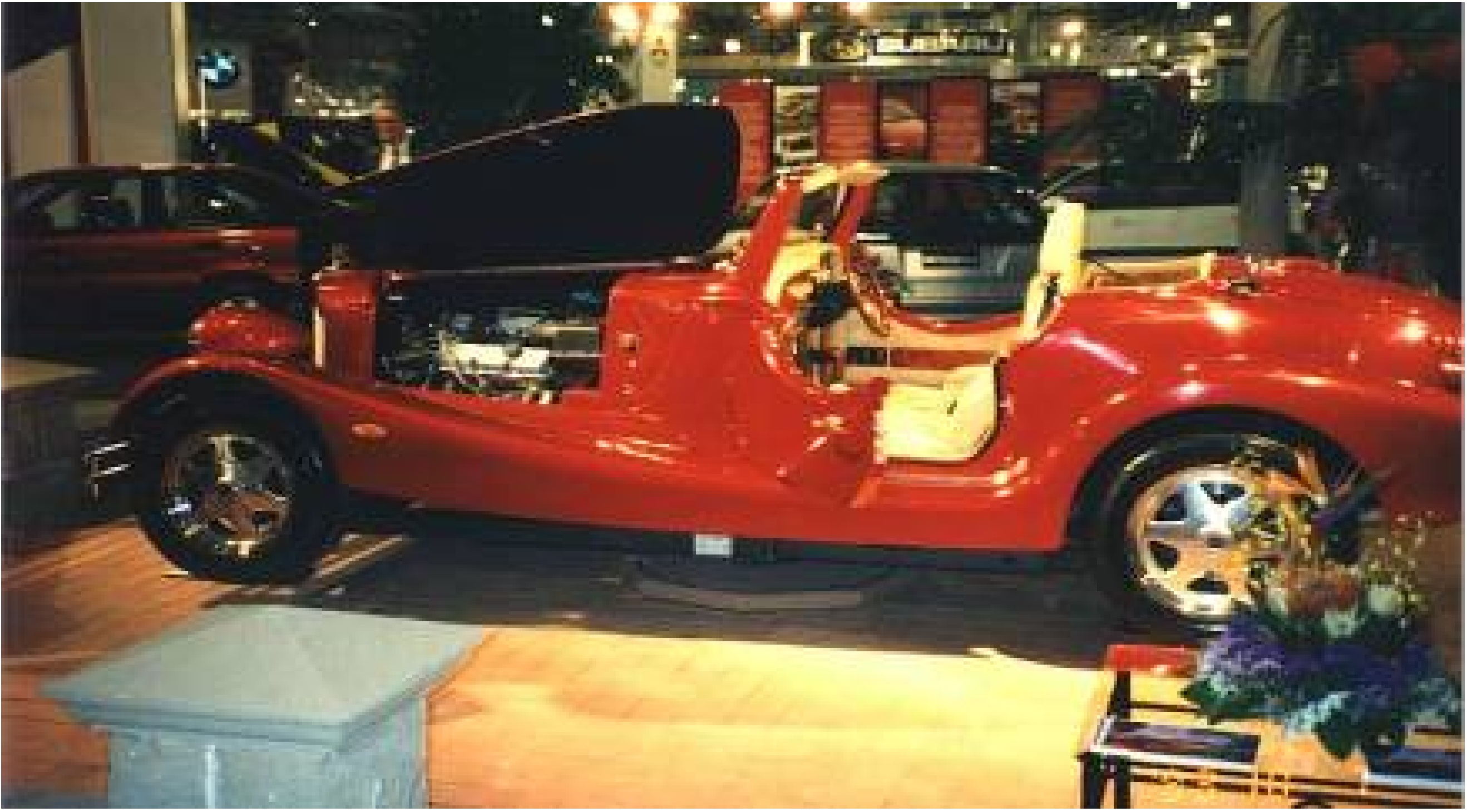
ブフォーリ・V6i

2+2座席のソフトトップコンバーチブル。水冷3.8L V6 EFIエンジンをフロントにマウントする（RR）。四輪独立懸架。

### ブフォーリMK I（1988年-1992年）
2座席のソフトトップコンバーチブル。空冷1.6L～2.1L水平対向4気筒ツインキャブレターエンジンをリアマウントする（RR）。ATとMTの両方が用意される。四輪独立懸架。

### ブフォーリ・マディソン（1986年-1988年）

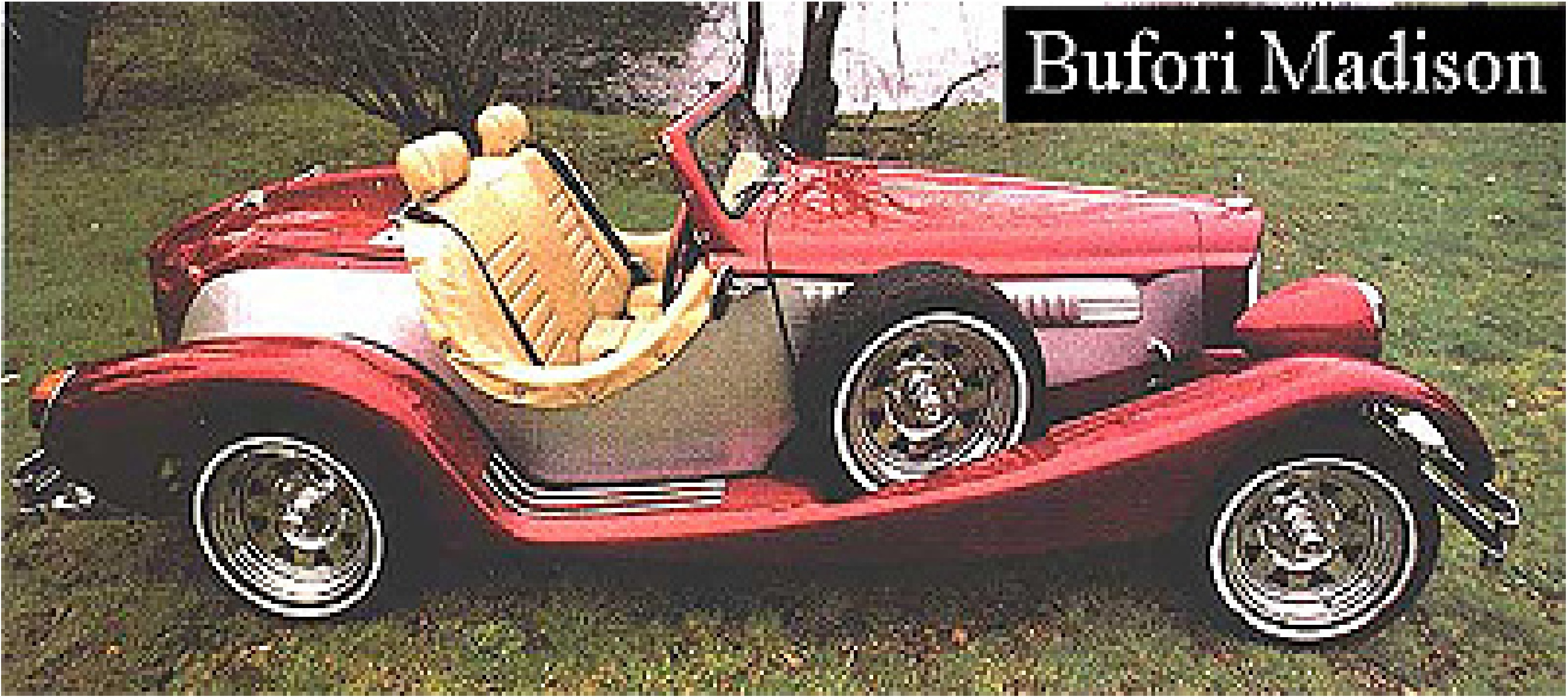
ブフォーリ・マディソン

2座席のソフトトップコンバーチブル。空冷1.6L水平対向4気筒エンジンをリアマウントする（RR）。MTのみ。四輪独立懸架。